# Camarinhas

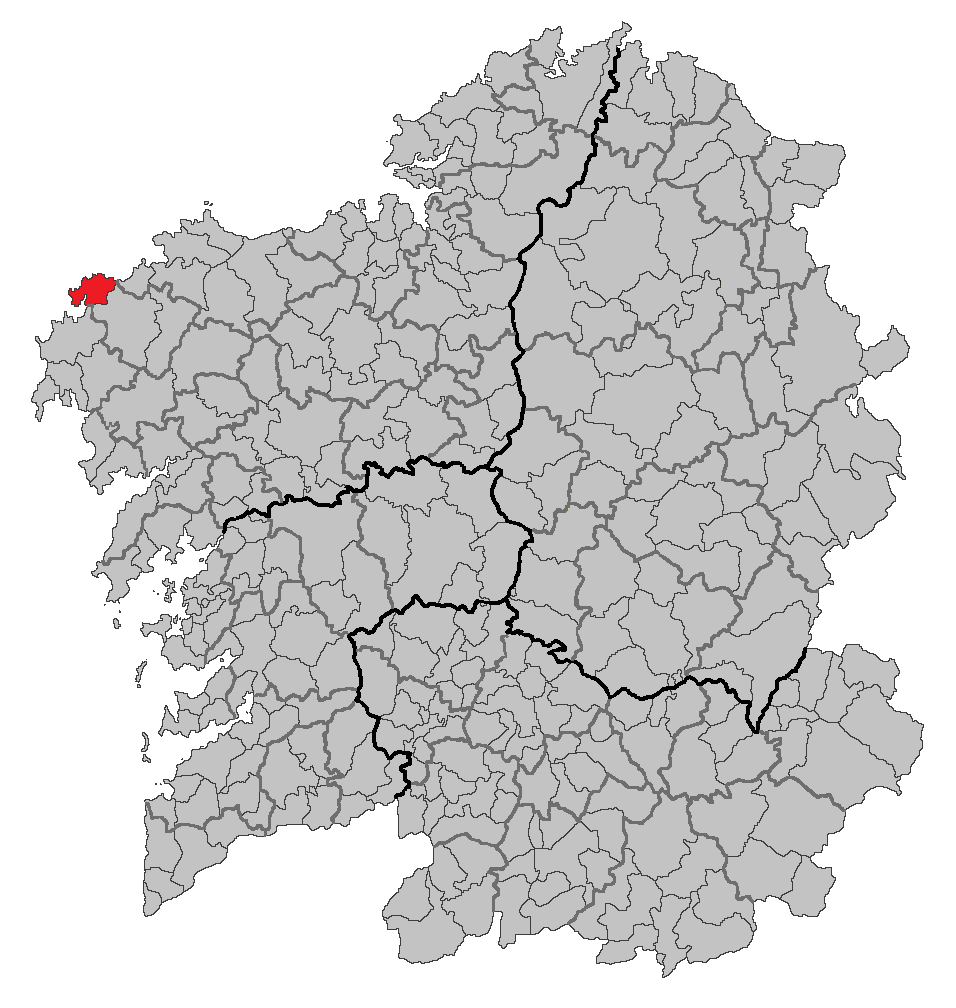
Localização de Camarinhas

Camarinhas (em normativa RAG e oficialmente, Camariñas) é um município da Espanha na província 
da Corunha, 
comunidade autónoma da Galiza, de área  km² com 
população de 1018 habitantes (2007) e densidade populacional de 121,14 hab./km².
Na parte noroeste deste município ficam as impressionantes falésias do Cabo Vilán, região famosa pelo mau tempo no mar e pelos destroços de naufrágios.

## Demografia
| Variação demográfica do município entre 1991 e 2004 | Variação demográfica do município entre 1991 e 2004 | Variação demográfica do município entre 1991 e 2004 | Variação demográfica do município entre 1991 e 2004 |
| --------------------------------------------------- | --------------------------------------------------- | --------------------------------------------------- | --------------------------------------------------- |
| 1991                                                | 1996                                                | 2001                                                | 2004                                                |
| 7410                                                | 7349                                                | 6421                                                | 6502                                                |

## Património
- Cabo Vilán - possui um farol que acaba de cumprir 120 anos e onde foi erigido uma nova torre onde existia um ponto cego, seis anos depois de encalhar o torpedeiro britânico HSM Serpent. Na Punta do Boi foram enterrados 142 das 173 vítimas. Vilán possui uma sala de exposições[4].

## Geminações
- Novedrate[5][6]
- Peniche[5][6]
- Vila do Conde[6]
- Delémont[6]